# Hittebarnet (film fra 1910)
 For alternative betydninger, se Hittebarnet. (Se også artikler, som begynder med Hittebarnet)
Hittebarnet er en dansk stum dramafilm fra 1910 produceret af Nordisk Films Kompagni og instrueret af Holger Rasmussen.
Filmen blev distribueret i tysktalende lande som Das Findelkind! og i engelsktalende lande som The Foundling. 

## Handling
En ung fattig kvinde må efterlade sit barn ved en vejside i håbet om, at barnet bliver fundet og kan få en bedre fremtid. Et ungt godejerpar finder barnet og tager det til sig med kærlighed. Godsejerparret ansætter en ny barnepige til barnet, og skæbnen vil, at den unge moder, der efterlod barnet får stillingen. Hun er lykkelig for at se, at det er hendes barn, som hun skal passe. Men den gamle enkegrevinde ser med mistro til godsejerparrets familieforøgelse, da hun frygter, at parret vil adoptere det lille hittebarn, hvilket vil gøre hendes døgnenigt af en nevø arveløs. Enkegrevinden og nevøen arrangerer med en sigøjnerheks at bortføre det lille barn. Det unge postbud, der har et godt øje til den unge barnepige, ser dog sigøjneren bortføre det lille barn. Han fortæller det til barnepigen, der straks drager mod sigøjnerteltet, men sigøjnerne vil ikke lade hende komme ind. Hun følger dog sigøjnerne, der nu optræder i et cirkus, hvor de bruger det lille barn som kastebold under optræden. Den rå opførsel overfor det lille barn får dog ophidset publikum, og politiet griber ind og alle føres til politistationen, herunder den unge barnepige. Sigøjnerheksen forklarer, at barnet er stammens, men den unge barnepiger får overbevist politiet om sagens rette sammenhæng, og hun får udleveret barnet. Godsejeren støtter den unge barnepige, og bliver rørt over hendes moderkærlighed. Hun bliver forenet med postbuddet, der også tager barnet til sig, og godsejeren betaler ham en rigelig dusør for hjælpen til at opklare komplottet. Enkegrevinden og nevøen er afsløret og de må skyndsomt forsvinde.

## Medvirkende
- Otto Lagoni, Godsejeren
- Ingeborg Rasmussen, Godsejerfrue
- Ellen Kornbeck, Fattig ung pige
- Einar Zangenberg, Postbud
- Ella la Cour, Den gamle enkegrevinde
- Alfred Arnbak, Enkegrevindens nevø
- Holger Pedersen
- Petrine Sonne